# عبد الله الحافظ
عبد الله فريد الحافظ (مواليد 25 ديسمبر 1992 في الدمام) هو لاعب كرة قدم سعودي يلعب في مركز الدفاع لصالح نادي الوحدة في دوري المحترفين السعودي.

## الحياة الشخصية
هو شقيق اللاعب إبراهيم الحافظ.

## مسيرة اللاعب
تدرج من البراعم ثم الناشئين وفريق الشباب والأولمبي لنادي الاتفاق السعودي

### الانتقال إلى أوروبا
توجهت أنظار النجم الصاعد إلى القارة العجوز بعد المستوى المذهل الذي ظهر به مع المنتخب السعودي المشارك في كأس العالم للشباب في كولمبيا فقرر أن يشد رحاله إلى البرتغال أول بلد قومي في أوروبا ومحطة اللاعبين البرازيلين الأولى في المشوار الأوروبي ليوقع عقداً احترافياً مع نادي يو دي ليريا البرتغالي موسم 2011-2012 . وبعد وصول البطاقة الدولية للنجم الشاب انتظر الفرصة للمشاركة رغم صعوبة مشاركة لاعب شاب بمثل عمره خصوصاً في خط الدفاع المركز الأمثل للاعبي الخبرة. شارك عبد الله مع فريقه في 3 مباريات من الدوري البرتغالي الممتاز ولكن عصفت بالنادي مشاكل مادية وإدارية خلقت أجواء من عدم الإستقرار ليهبط الفريق إلى مصاف أندية الدرجة الثانية ويرحل معظم نجوم الفريق وكان من ضمن الراحلين قلب الدفاع السعودي عبد الله الحافظ بعد أن فسخ عقده مع الفريق الهابط وتوالت عليه العروض الاحترافية، لينتقل إلى نادي باكوس دي فيريرا البرتغالي في صيف 2012 ويبدأ معه رحلة جديدة من الكفاح نحو النجومية مع انطلاقة موسم 2012-2013 . وفي يوم الإثنين 3 يونيو من العام 2013 وقع عقدا احترافيا انتقل بموجبه لتمثيل نادي الهلال السعودي لمدة أربعة أعوام ونصف وأعاره الهلال إلى نادي هجر ونادي الاتفاق في بعض الفترات وانتقل إلى نادي الوحدة في عام 2020 وأعير إلى نادي الاتحاد في صيف 2021.

## مشاركته مع الأتفاق والمنتخب
- بدأ مشاركته مع ناشئين نادي الأتفاق عام 2005-2006
- كابتن نادي الأتفاق لناشئين وكابتن المنتخب السعودي للناشئين.
- ساهم في تأهل المنتخب السعودي لناشئين إلى نهآئيات كأس آسيا عام 2007.
- حقق كأس مجلس التعاون (الخليج) لمنتخبات الناشئين في ابها عام 2008.
- حقق البطولة الوديه لمنتخبات الناشئين في تونس عام 2008.
- شارك في نهائيات كأس آسيا لناشئين في اوزباكستان عام 2008.
- حقق بطولة الدوري لناشئين عام 2008-2009.
- كابتن نادي الاتفاق للشباب وكابتن المنتخب السعودي للشباب.
- حقق البطولة الوديه لمنتخباات الشباب في الأمارات عام 2008
- ساهم في تأهل المنتخب السعودي لشباب في العراق إلى نهائيات كأس آسيا عام 2آم 2011
- سآهم في تأهل المنتخب في كأس العالم لشباب في كولومبيا إلى الدور 16 عام 2011
- نال جائزة أفضل لاعب خليجي في بطولة كأس مجلس التعاون (الخليج) لمنتخبات الناشئين في ابها عام 2008 م.

## وصلات خارجية
- عبد الله الحافظ على موقع قاعدة بيانات كرة القدم.إي يو (الإنجليزية)
- عبد الله الحافظ على موقع Soccerway.com (الإنجليزية)
- عبد الله الحافظ على موقع عالم كرة القدم.نت (الإنجليزية)

- الصفحة الرسمية للكابتن عبد الله الحافظ على الفيس بوك  على فيسبوك.
- الحساب الرسمي للكابتن عبد الله الحافظ على تويتر
- القناة الرسمية للكابتن عبد الله الحافظ على اليوتيوب
- عبد الله الحافظ على موقع كورة[6]